# カタル
カタル(英: catarrh ⫽kəˈtɑːr⫽)とは、感染症の結果生じる粘膜腫脹と、粘液と白血球からなる濃い滲出液を伴う病態のこと。カタルは通常、風邪、胸部疾患による咳に関連して認められるが、アデノイド、中耳、副鼻腔、扁桃、気管支、胃、大腸に出現することもある。カタル性滲出液は排出されることもあるが、狭窄とともに管腔を閉塞させたり、慢性化したりすることもある。

## カタルに関連する疾患
- カタル性口内炎
- 滲出性中耳炎（中耳カタル・耳管カタル）
- カタル性虫垂炎
- 胃カタル（胃炎）
- 腸カタル・大腸カタル
- 肺尖カタル（肺尖部の結核性炎症[1]）

など。

## カタルによる問題
カタルによる閉塞は下記の場合の不快感の原因となる 
- エレベータ
- 飛行機
- 高地への旅行
- 遊泳などの圧力変化を伴う活動

カタルによる閉塞が関与する頭部の圧力変化が関連する気圧障害は水深1.2m程度の深さでも発生することがある。

## 語源
catarrhは古代ギリシア語: καταρρεῖν(katarrhein) に由来し、kata-は"下に"、rheinは"流れ"を意味する。